# Янссон, Робин
Пер Тони Робин Янссон (швед. Per Tony Robin Jansson; род. 15 ноября 1991, Тролльхеттан, Эльвсборг) — шведский футболист, центральный защитник клуба «Орландо Сити» и сборной Швеции.

## Клубная карьера

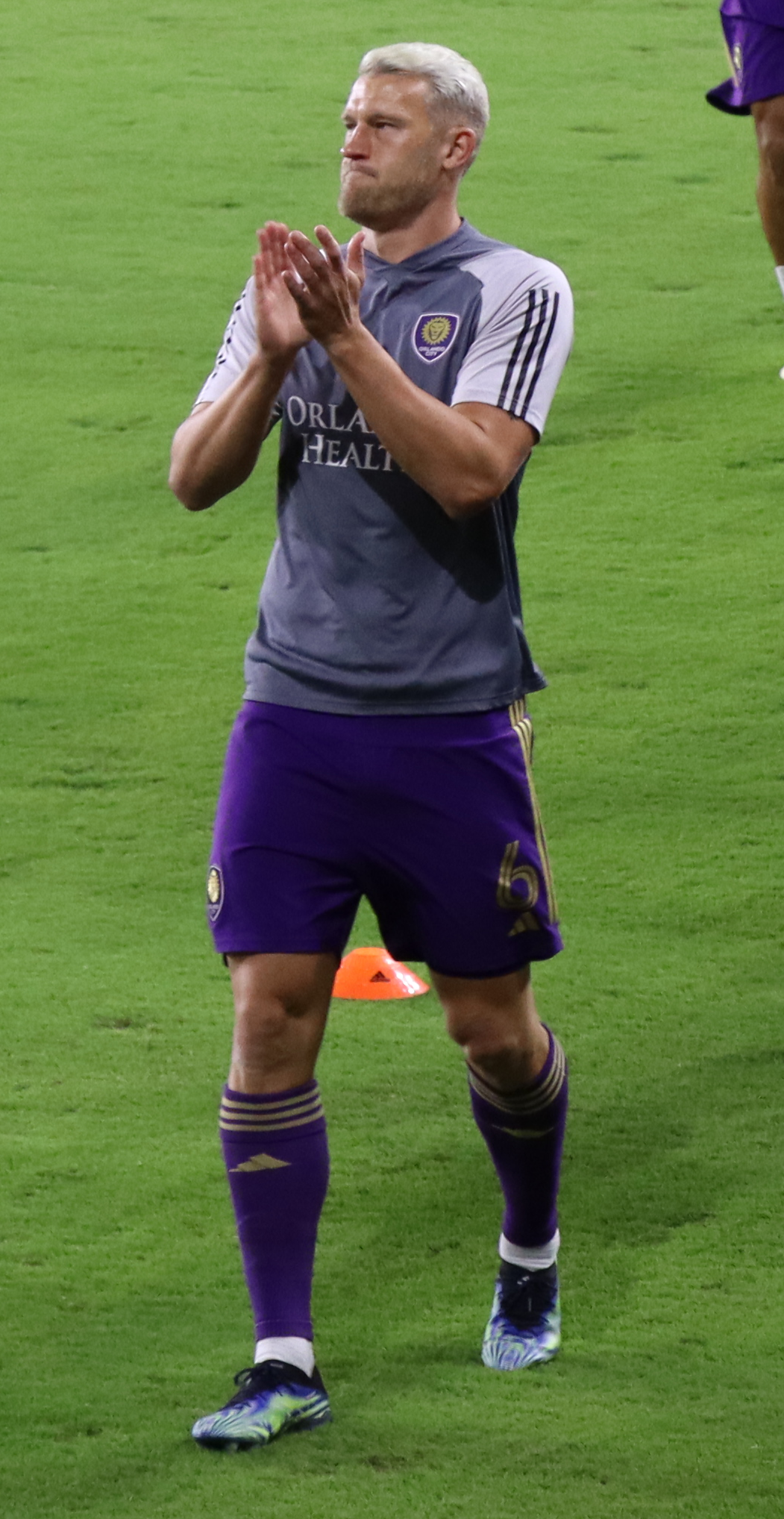
Янссон в составе «Орландо Сити»

Янссон — воспитанник клубов «Бенгтсфорс», «Далс Лангедс», «Меллерудс» и «Хеккен». 19 мая 2010 года в матче Кубка Швеции против «Эстерсунда» он дебютировал за основной состав последних. В 2011 году игрок на правах аренды выступал за «Тролльхеттан» в Суперэттан, а после этого на три года вернулся в «Бенгтсфорс». В 2016 году Янссон подписал контракт с «Оддевольд». 17 апреля в матче против «Тваокера» он дебютировал за новую команду. В этом же поединке Робин забил свой первый гол за «Оддевольд».
В 2018 году Янссон перешёл в АИК. 18 апреля в матче против «Эребру» он дебютировал в Аллсвенскан лиге. 26 августа в поединке против «Треллеборга» Робин забил свой первый гол за АИК. В своём дебютном сезоне игрок помог клубу выиграть чемпионат.
В 2019 году Янссон подписал контракт с американским «Орландо Сити». 24 марта в матче против «Нью-Йорк Ред Буллз» он дебютировал в MLS. 16 сентября 2021 года в поединке против «Клёб де Фут Монреаль» Робин забил свой первый гол за «Орландо Сити». В 2022 году игрок помог клубу завоевать Открытый кубок США. В 2024 году Робин был выбран капитаном команды.

## Карьера в сборной
8 января 2019 года в товарищеском матче против сборной Финляндии Янссон дебютировал за сборную Швеции.

## Достижения
Клубные
 АИК
- Победитель Аллсвенскан-лиги — 2018

 «Орландо Сити»
- Обладатель Открытого кубка США — 2022